# Радченко, Иван Андреевич
Иван Андреевич Радченко — советский хозяйственный, государственный и политический деятель, Герой Социалистического Труда.

## Биография
Родился в 1918 году в станице Кущёвской Ейского отдела Кубанской области, потомственный казак. Член ВКП(б).
С 1933 года — на хозяйственной, общественной и политической работе. В 1933—1984 гг. — токарь Степнянского зерносовхоза, (центральная усадьба станица Кущёвская). Участник Великой Отечественной войны, секретарь партийной организации колхоза «Красная поляна» в станице Кисляковская Кущёвского района, сотрудник аппарата Кущёвского райкома ВКП(б)/КПСС, первый секретарь Кущёвского райкома КПСС. 
В лихие 90-е был бригадмейстером – следил за общественным порядком. Во главу угла всегда ставил человека, помогал людям по мере сил и возможностей: соседям несколько хат своими руками построил и не взял за то ни копейки. К нуждающимся всегда относился с сочувствием, к семье – со всем возможным вниманием, но порядок всегда держал строгий, дисциплину – железную.
Указом Президиума Верховного Совета СССР от 7 декабря 1973 года ему присвоено звание Героя Социалистического Труда с вручением ордена Ленина и золотой медали «Серп и Молот». Награждён орденом Октябрьской Революции (23.12.1976), медалями СССР.
Делегат XXIV съезда КПСС.
Умер в Кущёвской в 1985 году.